# 12343 Martinbeech
12343 Martinbeech este un asteroid din centura principală de asteroizi.

## Descriere
12343 Martinbeech este un asteroid din centura principală de asteroizi. A fost descoperit pe 26 februarie 1993 la Kitt Peak National Observatory în cadrul proiectului Spacewatch. Asteroidul prezintă o orbită caracterizată de o semiaxă mare de 2,59 ua, o excentricitate de 0,25 și o înclinație de 3,2° în raport cu ecliptica.